# Гершковиц, Филип
Фи́лип Гершковиц (англ. Philip Hershkovitz; 12 октября 1909, Питтсбург, Пенсильвания — 15 февраля 1997, Чикаго) — американский зоолог, специализировавшийся на неотропической приматологии, хотя в последние годы он переключил свой интерес на грызунов и сумчатых.

## Биография
Он был куратором исследований млекопитающих в Филдовском музее естественной истории в Чикаго, будучи в штате с 1947 года и до выхода на пенсию в 1971 году, хотя и продолжал свою работу в качестве почётного куратора. Он опубликовал более 160 научных работ, и ещё 100 статей, а также «Living New World Monkeys», том 1 (том 2 ещё писался, когда он умер). Ему приписывают обнаружение около 75 видов и подвидов неотропических млекопитающих. Один из его студентов, Р. А. Митернаер, сказал в память о нём: «Он был полевым териологом из старой школы, с неутомимой энергией и пониманием сути, с чем он работал, что приходит только с десятилетиями практической работы в природе и в музее».

## Эпонимы
- род летучих мышей Hershkovitzia
- вид грызунов Abrothrix hershkovitzi
- колумбийская ласка Mustela felipei
- подвид чёрного тинаму Tinamus osgoodi hershkovitzi

## Публикации
- Evolution of neotropical cricetine rodents (Muridae) with special reference to the phyllotine group (1962)
- A geographic classification of Neotropical mammals (1958)
- Mammals from British Honduras, Mexico, Jamaica and Haiti (1951)
- Neotropical deer (Cervidae) (1982)
- On the nomenclature of certain whales (1961)
- Catalog of living whales (1966)
- Mammals of northern Colombia (1949)
- Titis, new world monkeys of the genus Callicebus (Cebidae, Platyrrhini) (1990)
- Living New World monkeys (Platyrrhini) (1977)
- Dromiciops gliroides Thomas, 1894, last of the Microbiotheria (Marsupialia), with a review of the family Microbiotheriidae (1999)